# Frederik Christiaan II van Sleeswijk-Holstein-Sonderburg-Augustenburg

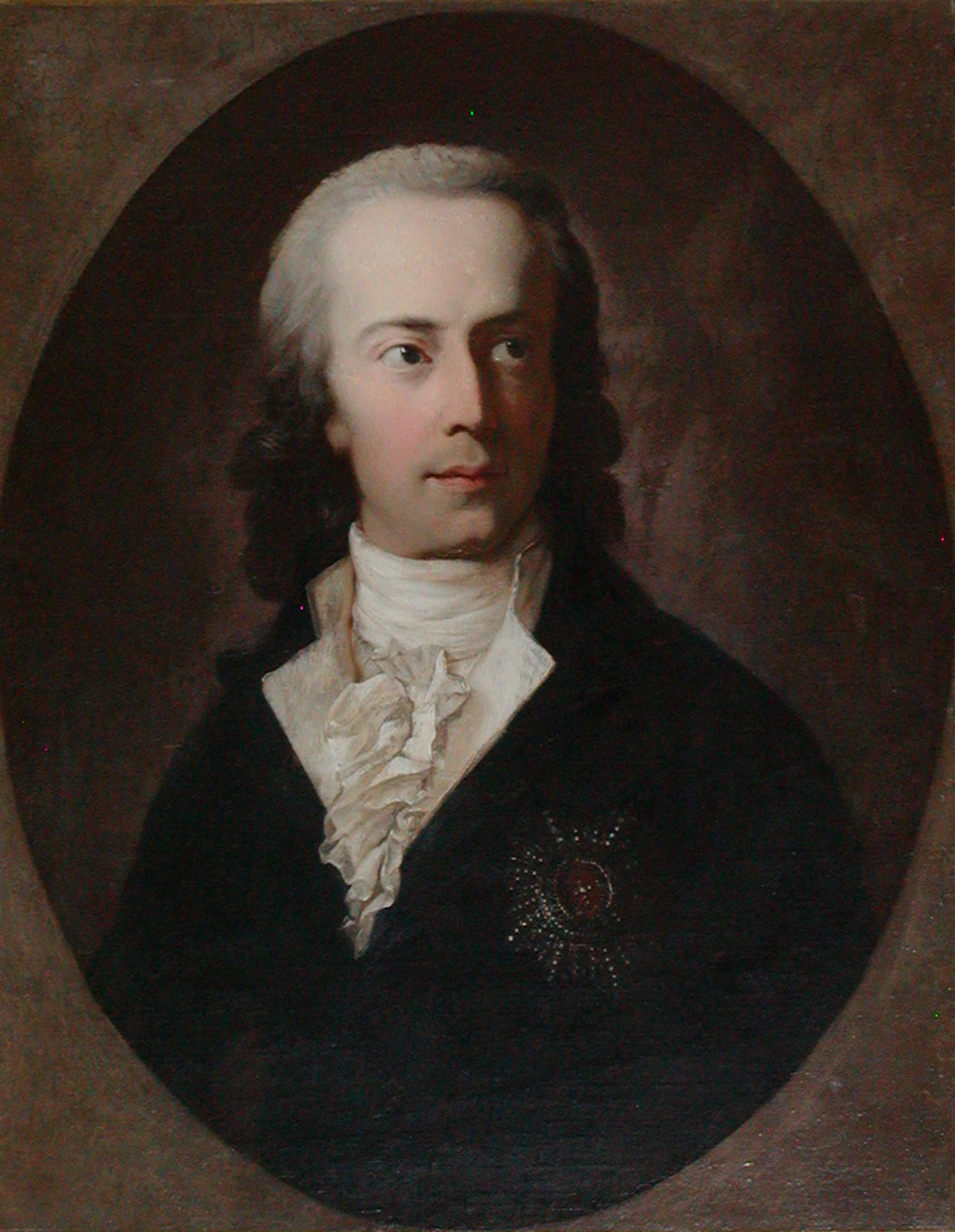
Frederik Christiaan II

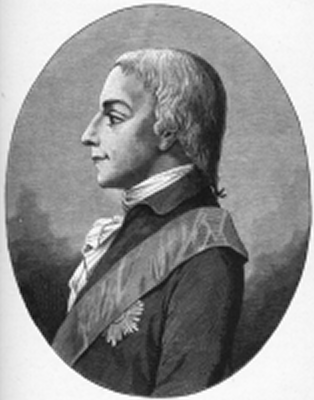
Frederik Christiaan II

Frederik Christiaan II (Slot Augustenborg, 28 september 1765 - aldaar, 14 juni 1814), hertog van Sleeswijk-Holstein-Sonderburg-Augustenburg, was de zoon van hertog Frederik Christiaan I en hoofd van de Sonderburg-Augustenburgse tak van het huis Oldenburg.

## Leven
Hij ontving een uitstekende opleiding en studeerde in Leipzig onder meer wijsbegeerte onder Ernst Platner. In 1786 trad hij in het huwelijk met Louise Augusta van Denemarken, dochter van Christiaan VII. Dit verbeterde de verstoorde verhouding van de Augustenburgers met het Deense koningshuis. Hij werd in Denemarken staatsminister en leidde sinds 1790 het hogere onderwijs.
Op aandringen van de Deense dichter Jens Baggesen schreef hij in 1791 een brief aan de toen zeer zieke Friedrich von Schiller, die hij een jaarlijkse som van 1200 taler aanbood, die de dichter van zijn grote financiële moeilijkheden bevrijdde. Schiller richtte uit dank in 1793 zijn brieven Über die ästhetische Erziehung des Menschen aan Frederik Christiaan.
Sinds de dood van zijn vader in 1794 verbleef Frederik Christiaan als familiehoofd veel in Augustenborg en Gravenstein. Hij verzette zich na de val van het Heilige Roomse Rijk met succes tegen het plan van koning Frederik VI om het hertogdom Holstein volledig in Denemarken te integreren en was daardoor bij de koning sindsdien uit de gratie. Toen zijn jongere broer Christiaan August, die in 1808 tot kroonprins van Zweden was verkozen, in 1810 stierf, wensten de Zweden Frederik Christiaan II als kroonprins, hoewel deze reeds eerder ten gunste van zijn broer voor die eer had bedankt. Desondanks leidde deze kwestie tot een hernieuwde breuk met het Deense koningshuis.
Frederik Christiaan trok zich hierna terug in Augustenborg en stierf aldaar op 14 juni 1814.

## Kinderen
Frederik Christiaan II en Louise Augusta hadden drie kinderen:
- Caroline Amalia (1796-1881), gehuwd met Christiaan VIII van Denemarken
- Christiaan Karel Frederik August (1798-1869), hertog van Sleeswijk-Holstein-Sonderburg-Augustenburg
- Frederik Emile August (1800-1865), prins van Noer